# Bonnier Bookery
Bonnier Bookery är ett svenskt bokförlag som grundades 2017 av Åsa Selling och Susanna Romanus. Förlaget ingår som en verksamhet inom Bonnierförlagen.
Förlaget ger ut böcker direkt som e-bok och som ljudbok.
Förlaget ger ut 20–25 titlar per år, både skön- och facklitteratur.

## Utgivna titlar i urval
- Toalettpapperskungen av Maria Ernestam
- Fördel ADHD. Den korta versionen av Anders Hansen
- Tick tick boom av Lotta Fritzdorf och Johan Rosenlind
- Återträffen av Viveca Sten och Camilla Sten
- Det största sveket av Karin Aspenström
- Kvinnor som vill ... Om sexet, lusten och kroppen av Katarina Wennstam
- Stockholm Odenplan av Jonas Bonnier
- Shirins första fall av Katarina Wennstam

## Författare i urval
- Karin Aspenström
- Jonas Bonnier
- Maria Ernestam
- Anna Fredriksson
- Pernilla Glaser
- Emma Hamberg
- Anders Hansen
- Anders de la Motte
- Per Naroskin
- Sara Paborn
- Viveca Sten
- Johan Theorin
- Katarina Wennstam